# Funkhaus Köln (Deutschlandradio)

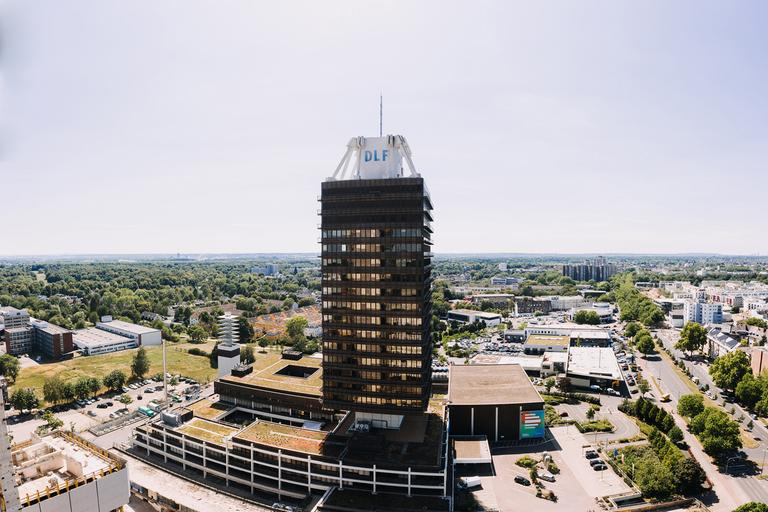
Deutschlandfunk Funkhaus, Raderberggürtel Köln 2020

Das Funkhaus Köln (auch DLF-Funkhaus genannt) ist mit einer Höhe von 102 Metern das zehnthöchste Hochhaus der Stadt Köln (Stand: Herbst 2018) und zählt zu den 100 höchsten Hochhäusern in Deutschland. Es wurde von Gerhard Weber geplant. 
Das Gebäude steht im linksrheinischen Kölner Stadtteil Raderthal und beherbergt seit 18. Februar 1979 (offizielle Eröffnung: 24. April 1980) Studios und Redaktionen des Deutschlandfunks. In unmittelbarer Nachbarschaft des Turmes stand früher das Funkhaus am Raderberggürtel der Deutschen Welle; es wurde bis 2021 vollständig abgebaut. 
Seit dem 29. Januar 2024 steht das Deutschlandfunk-Hochhaus unter Denkmalschutz.

## Baugeschichte
Der Verwaltungsrat des Deutschlandfunks entschied sich im Jahr 1969 dafür, den Vorentwurf Gerhard Webers zu bauen. Eine Hängekonstruktion, die aus dem Brückenbau entlehnt ist, nutzte Weber für den Turm des Gebäudes. Bei Baubeginn im Jahr 1974 wurde auf einem 100 m hohen Stahlbetonkern eine Kragkonstruktion montiert, von der aus die einzelnen Stockwerke geschossweise abgesenkt wurden. In den Betonträgern, die schräg auf dem Gebäudedach verlaufen, stecken die Stahlseile, an denen die einzelnen Etagen hängen.
Die Innenausstattung war mit Studios, Schneideräumen und Rundfunktechnik auf dem neuesten Stand. Sendesaal und Kammermusiksaal reihten sich mit ihrer hervorragenden Akustik in die viel beachteten, von Weber erbauten Theatersäle wie das Nationaltheater Mannheim und die Hamburgische Staatsoper ein.